# Criterium Ciudad de Jaén
El Criterium Ciudad de Jaén, o Criterio Internacional de Navidad "Ciudad de Jaén" es una prueba ciclista no oficial que se celebra anualmente en la ciudad de Jaén, en Andalucía, España.

## Palmarés
| Edición | Año  | Ganador             |
| ------- | ---- | ------------------- |
| I       | 2007 | Luis Pérez          |
| II      | 2008 | Pablo Lastras       |
| III     | 2009 | Javier Moreno Bazán |
| IV      | 2010 | Manuel Ortega Ocaña |

## Palmarés por países
| País   | Victorias |
| ------ | --------- |
| España | 4         |